# ديكي هيمريك
ديكي هيمريك (بالإنجليزية: Dickie Hemric)‏ (مواليد 29 أغسطس 1933 في جونسفيل - 3 أغسطس 2017)، هو لاعب كرة سلة أمريكي معتزل. بدأ مسيرته الاحترافية في سنة 1955. اختير من قبل فريق بوسطن سيلتكس خلال الدرافت. حمل الرقم 20. يبلغ طوله 6 قدم 6 بوصة (2.0 م). اعتزل اللعب في 1957.
توفي يوم 3 أغسطس 2017 في منزله بمدينة آكرون بولاية أوهايو، قُبيل بلوغه عامه الرابعة والثمانين بقليل.

## روابط خارجية
- ديكي هيمريك على موقع إن بي أي (الإنجليزية)
- ديكي هيمريك على موقع سبورتس رفرنس (الإنجليزية)
- ديكي هيمريك على موقع كلية كرة السلة في سبورتس رفرنس.كوم (الإنجليزية)
- ديكي هيمريك على موقع ريلجم (الإنجليزية)
- ديكي هيمريك على موقع بروبوليرز (الإنجليزية)
- ديكي هيمريك على موقع قاعة كارولاينا الشمالية للمشاهير الرياضية (الإنجليزية)